# Bagrat I d'Ibèria
Bagrat I d'Ibèria (en georgià ბაგრატ I, Bagrat I; nascut vers el 822, mort l'any 876) fou un duc del Baix Tao (Taik Inferior) i un príncep-primat d'Ibèria de la família dels bagràtides.

## Biografia
Segon fill d'Asoci I d'Ibèria, va rebre en el moment de la divisió del patrimoni patern el Baix Tao o Taik Inferior, on va regnar del 830 a la seva mort. Fou rebutjat cap a les muntanyes de Klardjètia pels emirs de Tiflis Ali ben Shuaib (830-833) i Ishaq ben Ismail (833-853) al qual va haver de pagar tribut 
Tanmateix Bagrat com el seu pare porta el títol de curopalata i fou igualment considerat com un vassall per l'Imperi Romà d'Orient. Va aprofitar una ofensiva de les forces de l'emperador Teofil a Armènia i a Geòrgia el 837 per intentar restablir-se.
Una reculada dels grecs l'any 842 el va obligar a reconèixer l'autoritat califal i a sostenir al governador àrab Mohammed ibn Khalid contra l'emir Ishaq de Tiflis, cosa que li va permetre reconstruir al seu favor el principat d'Ibèria del 842/843 al 876. No obstant va reconèixer al seu germà gran Adarnases II de Tao els dominis hereditaris de l'Alt Tao i Klardjètia

## Matrimoni i descendència
D'una esposa de nom desconegut, filla de Simbaci VIII Bagratuní, príncep dels Bagràtides armenis, va deixar segons Cyril Toumanoff, tres fills :
- David I d'Ibèria, príncep-primat de Ibèria ;
- Adarnases Bagrationi, eristavi mort l'any 874 ;
- Asoci, eristavi.